# Beretta Px4 Storm

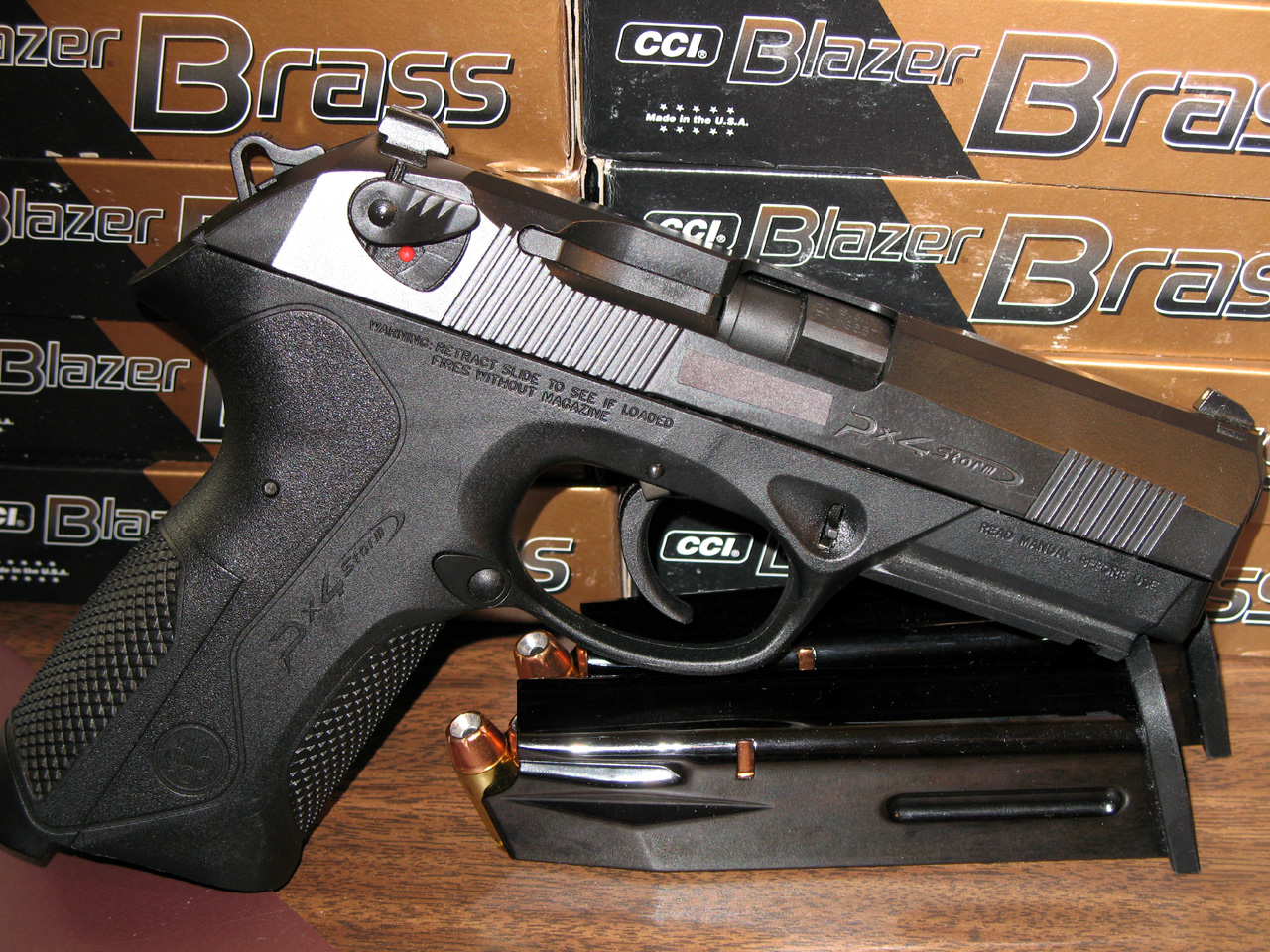

A Beretta Px4 Storm é a pistola semiautomática da Beretta com design moderno fabricada nos calibres 9mm Parabellum, .40 S&W e .45 ACP.

## Visão geral
Com capacidade de até 20 cartuchos com prolongador de carregador, apresenta uma característica muito apreciada em autonomia de tiro. É fabricado com polímero reforçada com fibra de vidro, tamanho de cano de 102 mm, 192 mm de comprimento total, peso de 785 g, com mecanismo de ação dupla, podendo ser acionada em ação simples. A alça e massa de mira são removíveis e possuem material foto sensível que permite visualização da massa e alça no escuro por até 30 minutos, depois de exposta a luz. A Beretta descontinuou as miras luminescentes de 3 pontos para o Px4 em 2010, substituindo-os por miras padrão de 3 pontos. A arma também incorpora um trilho Picatinny sob o cano para permitir a fixação de lanternas, miras de laser e outros acessórios.
Sua fabricação em designe inovador procurou eliminar os ângulos retos, o que facilita o saque rápido sem o risco que a mesma se enganche em vestimentas ou coldres.
Um sistema patenteado permite a modulação das empunhaduras, adequando a arma para diferentes dimensões de mãos. Essa característica é uma das mais desejadas pelos instrutores de tiro, que ao invés de procurar adequar a arma certa para um respectivo perfil, tem nessa arma a possibilidade de fazer com que a empunhadura da arma corresponda a qualquer atirador, seja uma mulher de pequena compleição e mãos pequenas, ou um homem com palma da mão grande e dedos longos, o que provocaria o transpassar dos dedos além do desejado para um bom acionamento do gatilho.
Outra grande vantagem técnica é a fácil desmontagem em níveis mais avançados. O botão de saque do pente fica mais próximo do gatilho, o que proporciona pequena movimentação dos dedos para a mudança do carregador.